# ライト・ミー・アップ
『ライト・ミー・アップ』（Light Me Up）は、アメリカ合衆国のオルタナティブ・ロックバンド、プリティー・レックレスのデビュー・アルバムである。2010年8月27日に発売された。アルバムからは、「メイク・ミー・ワナ・ダイ」「Miss ナッシング」「ジャスト・トゥナイト」のシングル3作が商業的に成功を収めた。

## 収録曲
| 全作詞・作曲: テイラー・モンセン、ケイトー・カンドゥワラ、ベン・フィリップス。 |                                      |                                                                 |                                                                 |      |
| #                                                                              | タイトル                             | 作詞                                                            | 作曲・編曲                                                      | 時間 |
| 1.                                                                             | 「マイ・メディシン」                 | テイラー・モンセン 、ケイトー・カンドゥワラ、ベン・フィリップス | テイラー・モンセン 、ケイトー・カンドゥワラ、ベン・フィリップス | 3:14 |
| 2.                                                                             | 「シンス・ヨア・ゴーン」             | テイラー・モンセン 、ケイトー・カンドゥワラ、ベン・フィリップス | テイラー・モンセン 、ケイトー・カンドゥワラ、ベン・フィリップス | 2:41 |
| 3.                                                                             | 「メイク・ミー・ワナ・ダイ」         | テイラー・モンセン 、ケイトー・カンドゥワラ、ベン・フィリップス | テイラー・モンセン 、ケイトー・カンドゥワラ、ベン・フィリップス | 3:55 |
| 4.                                                                             | 「ライト・ミー・アップ」             | テイラー・モンセン 、ケイトー・カンドゥワラ、ベン・フィリップス | テイラー・モンセン 、ケイトー・カンドゥワラ、ベン・フィリップス | 3:27 |
| 5.                                                                             | 「ジャスト・トゥナイト」             | テイラー・モンセン 、ケイトー・カンドゥワラ、ベン・フィリップス | テイラー・モンセン 、ケイトー・カンドゥワラ、ベン・フィリップス | 2:48 |
| 6.                                                                             | 「Miss ナッシング」                  | テイラー・モンセン 、ケイトー・カンドゥワラ、ベン・フィリップス | テイラー・モンセン 、ケイトー・カンドゥワラ、ベン・フィリップス | 3:13 |
| 7.                                                                             | 「ゴーイン・ダウン」                 | テイラー・モンセン 、ケイトー・カンドゥワラ、ベン・フィリップス | テイラー・モンセン 、ケイトー・カンドゥワラ、ベン・フィリップス | 3:35 |
| 8.                                                                             | 「ナッシング・レフト・トゥ・ルーズ」 | テイラー・モンセン 、ケイトー・カンドゥワラ、ベン・フィリップス | テイラー・モンセン 、ケイトー・カンドゥワラ、ベン・フィリップス | 4:11 |
| 9.                                                                             | 「ファクトリー・ガール」             | テイラー・モンセン 、ケイトー・カンドゥワラ、ベン・フィリップス | テイラー・モンセン 、ケイトー・カンドゥワラ、ベン・フィリップス | 3:31 |
| 10.                                                                            | 「ユー」                             | テイラー・モンセン 、ケイトー・カンドゥワラ、ベン・フィリップス | テイラー・モンセン 、ケイトー・カンドゥワラ、ベン・フィリップス | 3:32 |

| #   | タイトル                                                   | 作詞 | 作曲・編曲 | 時間 |
| --- | ---------------------------------------------------------- | ---- | ---------- | ---- |
| 11. | 「ファー・フロム・ネヴァー」(デモ)                         |      |            | 3:36 |
| 12. | 「エヴリバディ・ウォンツ・サムシング・フロム・ミー」(デモ) |      |            | 3:35 |
| 13. | 「メイク・ミー・ワナ・ダイ」(ミュージック・ビデオ)         |      |            | 3:55 |
| 14. | 「Miss ナッシング」(ミュージック・ビデオ)                  |      |            | 3:13 |

| #   | タイトル                                                     | 作詞 | 作曲・編曲 | 時間 |
| --- | ------------------------------------------------------------ | ---- | ---------- | ---- |
| 11. | 「ゾンビ」                                                   |      |            | 3:09 |
| 12. | 「メイク・ミー・ワナ・ダイ」(アコースティック・ヴァージョン) |      |            | 3:34 |
| 13. | 「ファー・フロム・ネヴァー」                                 |      |            | 3:36 |

| #   | タイトル                             | 作詞 | 作曲・編曲 | 時間 |
| --- | ------------------------------------ | ---- | ---------- | ---- |
| 1.  | 「マイ・メディシン」                 |      |            | 3:14 |
| 2.  | 「シンス・ヨア・ゴーン」             |      |            | 2:41 |
| 3.  | 「メイク・ミー・ワナ・ダイ」         |      |            | 3:55 |
| 4.  | 「ライト・ミー・アップ」             |      |            | 3:27 |
| 5.  | 「ゾンビ」                           |      |            | 3:08 |
| 6.  | 「ジャスト・トゥナイト」             |      |            | 2:48 |
| 7.  | 「Miss ナッシング」                  |      |            | 3:13 |
| 8.  | 「ゴーイン・ダウン」                 |      |            | 3:35 |
| 9.  | 「ナッシング・レフト・トゥ・ルーズ」 |      |            | 4:11 |
| 10. | 「ユー」                             |      |            | 3:32 |
| 11. | 「ファクトリー・ガール」             |      |            | 3:31 |

## チャート
| チャート (2010年)                        | 最高 順位 |
| ---------------------------------------- | --------- |
| オーストラリアアルバムチャート           | 71        |
| カナダアルバムチャート                   | 57        |
| ドイツオルタナティブチャート             | 89        |
| アイルランドアルバムチャート             | 18        |
| 全英アルバムチャート                     | 6         |
| 全英ロックチャート                       | 1         |
| アメリカ合衆国 Billboard 200             | 65        |
| アメリカ合衆国 Billboard Top Rock Albums | 18        |

## 発売日一覧
| 地域           | 発売日        | レーベル                 | 番号       |
| -------------- | ------------- | ------------------------ | ---------- |
| アイスランド   | 2010年8月27日 | ユニバーサルミュージック |            |
| オーストラリア | 2010年8月27日 | ユニバーサルミュージック |            |
| イギリス       | 2010年8月30日 | ポリドール・レコード     |            |
| ドイツ         | 2010年8月31日 | ユニバーサルミュージック | B003XU75QG |
| フランス       | 2010年9月6日  | ユニバーサルミュージック | B003XU75QG |
| アメリカ合衆国 | 2011年2月8日  | ユニバーサルミュージック |            |
| カナダ         | 2011年2月8日  | ユニバーサルミュージック |            |
| 日本           | 2011年3月2日  | ユニバーサルミュージック | B004HHARS2 |